# Исупов, Николай Филиппович
Николай Филиппович Исупов (20 мая 1938 — 1993, Уфа, Башкирия, Россия) — советский футболист, нападающий.

## Биография
Николай Исупов родился 20 мая 1938 года.
Начал заниматься футболом в 1954 году. Играл на позиции нападающего. Большую часть карьеры провёл в уфимской команде мастеров, которая в разные годы называлась «Нефтяник» (1957), «Девон» (1958), «Строитель» (1959—1960, 1962—1967). В её составе в сезоне-65 показал лучший бомбардирский результат в карьере, забив в 42 матчах класса «Б» 15 мячей. В 1966 году помог «Строителю» достичь высшего результата в истории клуба: занять 3-е место в одной из трёх подгрупп второй группы класса «А» — второго эшелона советского футбола. Исупов провёл в этом сезоне 24 матча и забил 8 мячей.
Всего в составе уфимцев забил не менее 53 голов в первенствах страны.
В 1961 году выступал в высшем эшелоне советского футбола — классе «А» за воронежский «Труд», провёл в его составе 14 матчей в чемпионате СССР, мячей не забивал. По итогам сезона воронежцы заняли 15-е место среди 22 команд, но ниже располагались только команды из союзных республик, которые были защищены от вылета. В результате «Труд» покинул класс «А», а Исупов наряду с другими футболистами покинул команду.
Кроме того, играл в нижнетагильском «Металлурге Востока»/«Металлурге» (1956, 1959—1960), свердловском «Машиностроителе»/«Уралмаше» (1958, 1962).
Завершил игровую карьеру в 1967 году.
По образованию был преподавателем.
Умер в 1993 году в возрасте 55 лет в Уфе.